# Hemiodus microlepis
Hemiodus microlepis är en fiskart som beskrevs av Kner, 1858. Hemiodus microlepis ingår i släktet Hemiodus och familjen Hemiodontidae. Inga underarter finns listade i Catalogue of Life.